# Joanne King (triathlon)
Pour les articles homonymes, voir Joanne King et King.
Joanne King, née le 12 mars 1976 à Geelong, est une triathlète australienne. Elle est championne du monde en 1998 à Lausanne.

## Palmarès
Le tableau présente les résultats les plus significatifs (podium) obtenus sur le circuit international de triathlon depuis 1998,.
| Année | Compétition                                    | Pays      | Position | Temps           |
| ----- | ---------------------------------------------- | --------- | -------- | --------------- |
| 2002  | Laguna Phuket Triathlon                        | Thaïlande |          | 2 h 51 min 56 s |
| 2001  | Laguna Phuket Triathlon                        | Thaïlande |          | 2 h 51 min 26 s |
| 2000  | Laguna Phuket Triathlon                        | Thaïlande |          | 2 h 50 min 54 s |
| 1999  | Championnat du monde longue distance           | Suède     |          | 6 h 22 min 20 s |
| 1999  | Triathlon international de Nice                | France    |          | 6 h 56 min 13 s |
| 1999  | Ironman Europe                                 | Allemagne |          | 6 h 26 min 59 s |
| 1999  | Ironman Australie                              | Australie |          | Timing          |
| 1999  | Coupe du monde - l'étape de Kapelle-op-den-Bos | Belgique  |          | 1 h 56 min 18 s |
| 1998  | Championnat du monde                           | Suisse    |          | 2 h 7 min 24 s  |
| 1998  | Ironman Australie                              | Australie |          | 9 h 16 min 33 s |
| 1998  | Coupe du monde - l'étape de Gamagori           | Japon     |          | 1 h 59 min 13 s |
| 1998  | Coupe du monde - l'étape de Tiszaujvaros       | Hongrie   |          | 2 h 0 min 54 s  |
| 1998  | Coupe du monde - l'étape d'Auckland            | Australie |          | 2 h 0 min 48 s  |